# ديك غالاغير
ديك غالاغير (بالإنجليزية: Dick Gallagher)‏ هو عازف بيانو وملحن وكاتب أغاني أمريكي، ولد في 16 أكتوبر 1955، وتوفي في 20 يناير 2005.

## وصلات خارجية
- ديك غالاغير على موقع ميوزك برينز (الإنجليزية)
- ديك غالاغير على موقع قاعدة بيانات برودواي على الإنترنت (الإنجليزية)
- ديك غالاغير على موقع ديسكوغز (الإنجليزية)